# Meghann Fahy
Meghann Alexandra Fahy (Longmeadow, 25 aprile 1990) è un'attrice statunitense.
È nota per la sua interpretazione nella seconda stagione della serie televisiva The White Lotus (2023), per la quale si è aggiudicata lo Screen Actors Guild Award per il miglior cast in una serie drammatica e ha ricevuto la candidatura al Premio Emmy nella sezione migliore attrice non protagonista in una serie drammatica. Ha ricevuto una seconda candidatura agli Emmy come migliore attrice protagonista in una miniserie o film per il suo ruolo in Sirens (2025).

## Biografia
Nata e cresciuta a Longmeadow, ha fatto il suo debutto professionale nel 2009 in un episodio di Gossip Girl e da allora ha recitato regolarmente sul piccolo schermo, interpretando ruoli ricorrenti e da protagonista in numerose serie, tra cui Una vita da vivere, The Bold Type e The White Lotus, per cui ha ottenuto una candidatura al Premio Emmy alla migliore attrice non protagonista in una serie drammatica nel 2023. Attiva anche in campo teatrale, nel 2010 ha esordito a Broadway nel musical Next to Normal, rimpiazzando Jennifer Damiano nel ruolo di Natalie.

## Filmografia

### Cinema
- Those People, regia di Joey Kuhn (2015)
- Burning Bodhi, regia di Matthew McDuffie (2015)
- Our Time, regia di Marc Lucas (2016)
- Miss Sloane - Giochi di potere (Miss Sloane), regia di John Madden (2016)
- Your Monster, regia di Caroline Lindy (2024)
- Il bambino di cristallo (The Unbreakable Boy), regia di Jon Stewart (2025)
- Drop - Accetta o rifiuta (Drop), regia di Christopher Landon (2025)

### Televisione
- Gossip Girl – serie TV, episodio 3x03 (2009)
- Una vita da vivere (One Life to Live) – serial TV, 83 puntate (2010-2012)
- The Good Wife – serie TV, episodio 3x06 (2011)
- Georgetown, regia di Mark Piznarski – film TV (2011)
- L'ultimo San Valentino (The Lost Valentine), regia di Darnell Martin – film TV (2011)
- Terapia d'urto (Necessary Roughness) – serie TV, 4 episodi (2012)
- Political Animals – serie TV, 4 episodi (2012)
- Chicago Fire – serie TV, 3 episodi (2012)
- It Could Be Worse – serie TV, episodio 1x03 (2013)
- Law & Order - Unità vittime speciali (Law & Order: Special Victims Unit) – serie TV, episodio 15x19 (2014)
- The Jim Gaffigan Show – serie TV, episodio 1x10 (2015)
- Blue Bloods – serie TV, episodio 6x01 (2015)
- The Bold Type – serie TV, 57 episodi (2017-2021)
- Deception – serie TV, episodio 1x10 (2018)
- Sfida tra i fornelli (Just Add Romance), regia di Terry Ingram – film TV (2019)
- The White Lotus – serie TV, 7 episodi (2022)
- The Perfect Couple, regia di Susanne Bier – miniserie TV (2024)
- Sirens, regia di Nicole Kassell, Quyen Tran e Lila Neugebauer – miniserie TV (2025)

### Cortometraggi
- Fifty Grades of Shay, regia di Nick Choksi (2012)
- Standardized, regia di Jonathan Gordon e Drigan Lee (2015)
- Lily + Mara, regia di Caroline Roberts (2017)
- The Bracket Theory, regia di Katia Koziara (2017)
- w4m, regia di Daniel Goldstein (2019)

## Riconoscimenti
- Premio Emmy
  - 2023 - Candidatura per la miglior attrice non protagonista in una serie drammatica per The White Lotus
  - 2025 - Candidatura per la miglior attrice protagonista in una miniserie o film per Sirens
- Screen Actors Guild Award
  - 2023 – Miglior cast in una serie drammatica per The White Lotus[3]

## Doppiatrici italiane
Nelle versioni in italiano delle opere in cui ha recitato, Meghann Fahy è stata doppiata da:
- Gemma Donati in The Perfect Couple, Drop - Accetta o rfiuta, Sirens
- Stella Musy in Miss Sloane - Giochi di potere
- Isabella Benassi in The Bold Type
- Domitilla D'Amico in L'ultimo San Valentino
- Benedetta Degli Innocenti in Blue Bloods
- Veronica Puccio in The White Lotus
- Beatrice Caggiula ne Il bambino di cristallo